# 三谷惠子
三谷 惠子（みたに けいこ、1957年 - 2022年1月17日）は、日本のクロアチア語・スラブ語学者・文学者。

## 来歴・人物
東京都出身。東京大学文学部ロシア文学科卒、同大学院人文科学研究科博士課程満期退学。1986～1988年ユーゴスラビアのクロアチア・ザグレブ大学哲学部で『クロアチア語あるいはセルビア語における動詞アスペクト』で博士号取得。1992年「ロシア語における名詞句の構造と機能の研究－発話の中の名詞句の定・不定・照応」で東京大学・文学博士。1990年東大文学部助手、1993年筑波大学専任講師、97年助教授、1999年京都大学教養部助教授、2005年教授、2013年東京大学人文社会系研究科教授。在職中に死去。専門は言語学、スラヴ語学。

## 著書
- 『クロアチア語ハンドブック』大学書林, 1997.12
- 『ソルブ語辞典』大学書林, 2003.3
- 『クロアチア語のしくみ』白水社, 2009.6
- 『スラヴ語入門』三省堂, 2011.8
- 『比較で読みとくスラヴ語のしくみ』白水社, 2016.7

編著
- 『クロアチア語常用6000語』編. 大学書林, 1998.12

### 翻訳
- スラヴェンカ・ドラクリッチ『バルカン・エクスプレス 女心とユーゴ戦争』三省堂, 1995.1
- ミロラド・パヴィッチ『帝都最後の恋 占いのための手引き書』(東欧の想像力) 松籟社, 2009.5
- メシャ・セリモヴィッチ『修道師と死』(東欧の想像力) 松籟社, 2013.7
- ミロラド・パヴィッチ『十六の夢の物語 M・パヴィッチ幻想短編集』松籟社, 2021.10